# 中国大众文化学会
中国大众文化学会，曾名中国大众文学学会，1987年5月20日成立于北京，是一家旨在加强从事大众文化事业的专家学者、作家、艺术家和大众文化工作者及相关企事业单位交流互通的学术性文化艺术社团，2012年更为现名，受中国文旅部指导，现任会长为赵铁信。